# Plounérin
Plounérin é uma comuna francesa na região administrativa da Bretanha, no departamento Côtes-d'Armor. Estende-se por uma área de 25,96 km². Em 2010 a comuna tinha 773 habitantes (densidade: 29,8 hab./km²).